# Larisa Koeriksja
Larisa Michajlovna Zaroednaja (Russisch: Лариса Михайловна Зарудная; geboortenaam: Курикша; Koeriksja) (1 juni 1963) is een voormalig basketbalspeelster die uitkwam voor het nationale basketbalteam van de Sovjet-Unie. Ze kreeg de onderscheidingen Meester in de sport van de Sovjet-Unie in 1984.

## Carrière
Zaroednaja speelde voor Spartak Leningrad, (later Elektrosila Leningrad genoemd). Ze werd met Spartak tweede om het landskampioenschap van de Sovjet-Unie in 1987 en derde in 1988. In 1986 werd ze tweede op het wereldkampioenschap. In 1983 en 1985 werd ze Europees kampioen. In 1986 won ze zilver op de Goodwill Games. In 1984 won ze goud op de Vriendschapsspelen, en toernooi dat werd gehouden voor landen die de Olympische Spelen van 1984 boycotte.

## Erelijst
- Landskampioen Sovjet-Unie:
  - Tweede: 1987
  - Derde: 1988
- Wereldkampioenschap:
  - Zilver: 1986
- Europees Kampioenschap: 2
  - Goud: 1983, 1985
- Goodwill Games:
  - Zilver: 1986
- Vriendschapsspelen: 1
  - Goud: 1984